# Dolichopeza (Dolichopeza) oresitropha
Dolichopeza (Dolichopeza) oresitropha is een tweevleugelige uit de familie langpootmuggen (Tipulidae). De soort komt voor in het Australaziatisch gebied.